# Hebron (Nebraska)
Hebron es una ciudad ubicada en el condado de Thayer en el estado estadounidense de Nebraska. En el Censo de 2010 tenía una población de 1579 habitantes y una densidad poblacional de 433,61 personas por km².

## Geografía
Hebron se encuentra ubicada en las coordenadas 40°10′5″N 97°35′14″O / 40.16806, -97.58722. Según la Oficina del Censo de los Estados Unidos, Hebron tiene una superficie total de 3.64 km², de la cual 3.64 km² corresponden a tierra firme y (0%) 0 km² es agua.

## Demografía
Según el censo de 2010, había 1579 personas residiendo en Hebron. La densidad de población era de 433,61 hab./km². De los 1579 habitantes, Hebron estaba compuesto por el 97.66% blancos, el 0.44% eran afroamericanos, el 0.13% eran amerindios, el 0.51% eran asiáticos, el 0% eran isleños del Pacífico, el 0.32% eran de otras razas y el 0.95% pertenecían a dos o más razas. Del total de la población el 1.52% eran hispanos o latinos de cualquier raza.